# Bòiorix
|  | No s'ha de confondre amb Beòrix. |

Bòiorix, Boíorix o Bèorix (en llatí Boiŏrīx) va ser un cabdill del poble celta dels bois.
L'any 194 aC juntament amb els seus dos germans, va dirigir la revolta dels bois contra Roma i va lliurar una batalla, la batalla de Placència, de resultat incert contra el cònsol Tiberi Semproni Llong, que havia entrat al seu territori. Els bois van continuar lluitant contra els romans durant uns anys fins que Publi Corneli Escipió Nasica els va aconseguir de sotmetre l'any 191 aC, però Titus Livi, que parla d'aquests enfrontaments, no torna a mencionar Bòiorix.